# Kerry King
Kerry Ray King (født 3. juni 1964 i Los Angeles) er amerikansk guitarist og er mest kendt for at være et stiftende medlem af thrash metal bandet Slayer. Han var også medlem af bandet Megadeth i et enkelt år (1984).

## Slayer
I 1981 prøvede King at finde et band, hvor han kunne blive guitarist i. Efter en periode fandt han sammen med Jeff Hanneman, og de begyndte at spille sange af Iron Maiden. King spurgte, hvorfor de ikke startede deres eget band, hvorefter Hanneman svarede: ... Fuck yeah!
Som de fleste metalmusikere havde King langt hår, men klippede det af og barberede sig helt skaldet, da han opdagede, at han var begyndt at tabe håret.

## Sangtekster
Kings sangtekster er mest baseret på satanistiske objekter, som han tilskriver til sin interesse for gyserfilm. Han har udtalt, at han hverken tror på gud eller satan, men det er mere interessant at skrive om satanistiske objekter, da satan er sjovere at synge om end gud. King bryder sig i det hele taget ikke om organiseret religion og beskriver det som en "krykke" til folk, der er "for svage til at kommen gennem livet på egen hånd"
King tilføjer derefter: "Jeg er den type, der siger, at hvis jeg ikke kan se det, så går den ikke. Og ingen kan vise mig gud."

## Diskografi
Kerry King
| År   | Album            | Ref   |
| ---- | ---------------- | ----- |
| 2024 | From Hell I Rise | [ 3 ] |

Slayer
| År   | Album                | Ref    |
| ---- | -------------------- | ------ |
| 1983 | Show No Mercy        | [ 4 ]  |
| 1984 | Haunting the Chapel  | [ 5 ]  |
| 1984 | Live Undead          | [ 6 ]  |
| 1985 | Hell Awaits          | [ 7 ]  |
| 1986 | Reign in Blood       | [ 8 ]  |
| 1988 | South of Heaven      | [ 9 ]  |
| 1990 | Seasons in the Abyss | [ 10 ] |
| 1991 | Decade of Aggression | [ 11 ] |
| 1994 | Divine Intervention  | [ 12 ] |
| 1996 | Undisputed Attitude  | [ 13 ] |
| 1998 | Diabolus in Musica   | [ 14 ] |
| 2001 | God Hates Us All     | [ 15 ] |
| 2006 | Eternal Pyre         | [ 16 ] |
| 2006 | Christ Illusion      | [ 17 ] |
| 2009 | World Painted Blood  | [ 18 ] |
| 2015 | Repentless           |        |

Andre kunstnere
| År   | Sang                                           | Kunstner     | Ref    |
| ---- | ---------------------------------------------- | ------------ | ------ |
| 1986 | "No Sleep till Brooklyn"                       | Beastie Boys | [ 19 ] |
| 1986 | "(You Gotta) Fight for Your Right (To Party!)" | Beastie Boys | [ 19 ] |
| 2000 | "Goddamn Electric"                             | Pantera      | [ 20 ] |
| 2001 | "Dead Girl Superstar"                          | Rob Zombie   | [ 21 ] |
| 2001 | "Final Prayer"                                 | Hatebreed    |        |
| 2002 | "What We're All About"                         | Sum 41       | [ 22 ] |
| 2005 | "Frontlines"                                   | Soulfly      |        |
| 2010 | "Witchkrieg"                                   | Witchery     |        |